# Перлини Вінниччини
Рішенням сесії обласної ради 5 скликання від 18 грудня 2007 року № 449 утверджено список об'єктів, віднесених до номінації «Перлини Вінниччини»:
- Архітектурно-парковий комплекс «Маєток Грохольських — Можайських» (пам'ятка архітектури XVIII ст, смт Вороновиця Вінницького р-ну);

- Батозька битва (історичні місця села Четвертинівка Тростянецького р-ну);

- Грушківська свита (геологічна пам'ятка природи, с. Грушка Могилів-Подільського р-ну);

- Кармелітський монастир (пам'ятка архітектури XVII ст, м. Бар);

- Комплекс пам'яток архітектури і містобудування національного значення «Мури» (Домініканський та Єзуїтський монастирі XVII ст, м. Вінниця);

- Кратер астероїда — Іллінецька астроблема (с. Лугова Іллінецького р-ну);

- Літературно-меморіальний музей М. М. Коцюбинського (м. Вінниця);

- Літературно-меморіальний музей М. Стельмаха (с. Дяківці Літинського р-ну);

- Михайлівська церква (пам'ятка архітектури XVIII ст, с. Дашів Іллінецького р-ну);

- Місто-курорт Хмільник — «Радонова скарбниця»;

- Музей гончарного мистецтва (с. Новоселівка  Гайсинського р-ну);

- Музей просто неба (с. Круподеринці Погребищенського р-ну);

- Музей-садиба академіка Д. К. Заболотного (с. Заболотне Крижопільського р-ну);

- Одвічна Русава («Сонна поляна», урочище «Глибокий яр», «Яланецька скеля», мурована церква, кладовище кінця XIX ст, будинок лісника та млин кінця XIX — початку XX ст, с. Стіна Томашпілького р-ну);

- Олександрійський парк (с. Благодатне    Томашпільського р-ну);

- Палац та парк графа Львова (пам'ятка архітектури XVIII ст, с. Чернятин Жмеринського р-ну);

- Палац та парк княгині Щербатової (пам'ятка архітектури кінця XIX ст, м. Немирів);

- Пам'ятні місця М. Д. Леонтовича (меморіальний музей у м. Тульчин, музей у с. Марківка Теплицького р-ну, музей «Літературна Немирівщина» у м. Немирів);

- Свято-Преображенська церква (пам'ятка архітектури XVII ст, с. Поличинці Козятинського р-ну);

- Урочище «Устянська Дача» (ботанічний заказник загальнодержавного значення, с.  Поташня Бершадського р-ну);

- Храм Покрови Пресвятої Богородиці (пам'ятка архітектури XVIII ст, с. Каташин  Чечельницького р-ну).